# ونسا کسویل
ونسا کسویل (به انگلیسی: Vanessa Caswill) کارگردان و فیلم‌نامه‌نویس انگلیسی‌تبار است.

## گزیده فیلم‌شناسی
- زنان کوچک (۲۰۱۷)[۳]
- جوینده طلا (۲۰۱۹)
- عشق در نگاه اول (۲۰۲۳)[۴]
- یادآوری‌های او (۲۰۲۶)